# Lee Evans
Lee Edward Evans (ur. 25 lutego 1947 w Madera, zm. 19 maja 2021 w Lagos) – amerykański lekkoatleta, sprinter specjalizujący się w biegu na 400 metrów.
Evans ustanowił po raz pierwszy rekord świata w 1966 w sztafecie 4 × 400 metrów w Los Angeles, kiedy to reprezentacja Stanów Zjednoczonych po raz pierwszy pokonała barierę 3 minut, osiągając czas 2:59,6 s. W następnym roku był członkiem sztafety 4 × 220 jardów, która poprawiła rekord świata wynikiem 1:22,1 s.
Podczas amerykańskich kwalifikacji olimpijskich w 1968 ustanowił rekord świata w biegu na 400 metrów czasem 44,0 s. Na Igrzyskach Olimpijskich w Meksyku poprawił ten rekord na 43,86 s., wygrywając w finale. Sztafeta USA 4 × 400 m (Vincent Matthews, Ron Freeman, Larry James i Evans) także zdobyła złoty medal z rekordem świata 2:56,16 s. Oba rekordy świata przetrwały niemal 20 lat.
Evans był złotym medalistą Igrzysk Panamerykańskich w biegu na 400 m w 1967 w Winnipeg. Zdobył tytuły mistrza USA na tym dystansie w 1966, 1967, 1968, 1969 i 1972. Podczas kwalifikacji olimpijskich przed Igrzyskami w 1972 w Monachium nie uzyskał nominacji w biegu na 400 m, ale miał wystąpić w sztafecie 4 × 400 m. Sztafeta została jednak zdekompletowana po usunięciu Vincenta Matthewsa i Wayne Colletta z drużyny USA za niegodne zdaniem kierownictwa ekipy zachowanie podczas dekoracji medalami za bieg na 400 m (Matthews i Collett demonstracyjnie rozmawiali w czasie hymnu USA).
Pod koniec 1972 przeszedł na zawodowstwo. Odzyskał status amatora w 1980. Przebiegł wówczas (w wieku 33 lat) 400 m w 46,5 s. Po zakończeniu kariery zawodnika pracował jako trener w państwach afrykańskich oraz na University of South Alabama. W 2014 otrzymał karę czteroletniego zakazu wykonywania zawodu trenera w związku z podawaniem środków dopingowych niepełnoletnim nigeryjskim lekkoatletom.